# McLaren MP4/5
La McLaren MP4/5 fu una monoposto di Formula 1 che gareggiò nel Campionato Mondiale durante la stagione 1989, condotta dal brasiliano Ayrton Senna (1) e dal francese Alain Prost (2).
I cambiamenti regolamentari del 1989 imposero alla squadra inglese, come a tutte le altre, di utilizzare non più un 6 cilindri sovralimentato, ma un nuovo propulsore atmosferico; la McLaren decise quindi di montare un'unità 10 cilindri, sempre Honda.
La nuova vettura era un affinamento dell'eccezionale McLaren MP4/4 del 1988, che aveva dominato letteralmente la stagione, vincendo 15 gare su 16.
Questa vettura si differenziava dalla precedente per una diminuzione generale di carrozzeria, soprattutto nella parte posteriore, dove l'effetto coca-cola era talmente accentuato che scompare a livello della scocca, che prosegue diritta fino al posteriore.
Come tutte le altre squadre, con il ritorno al motore aspirato venne adottato un air-scope sopra la testa del pilota che garantiva un lieve incremento di pressione dell'aria aspirata (e quindi di potenza erogata dal propulsore) alle alte velocità.

## La stagione
Prost era desideroso di rivincita nei confronti di Senna, il quale aveva vinto il titolo, nonostante avendo meno punti complessivi del francese, ma grazie alla regola degli scarti. Così la stagione si incentra ancora sul duello in McLaren, anche se il dominio dell'88 non si manifesta di nuovo, dato che le altre squadre, si sono adattate agli schemi della McLaren MP4/4, ed utilizzati per fronteggiare questa nuova vettura, ma nonostante ciò, è ancora la casa inglese a primeggiare nel mondiale, conquistando il titolo piloti con Alain Prost, e quello Costruttori.

## La versione MP4/5B

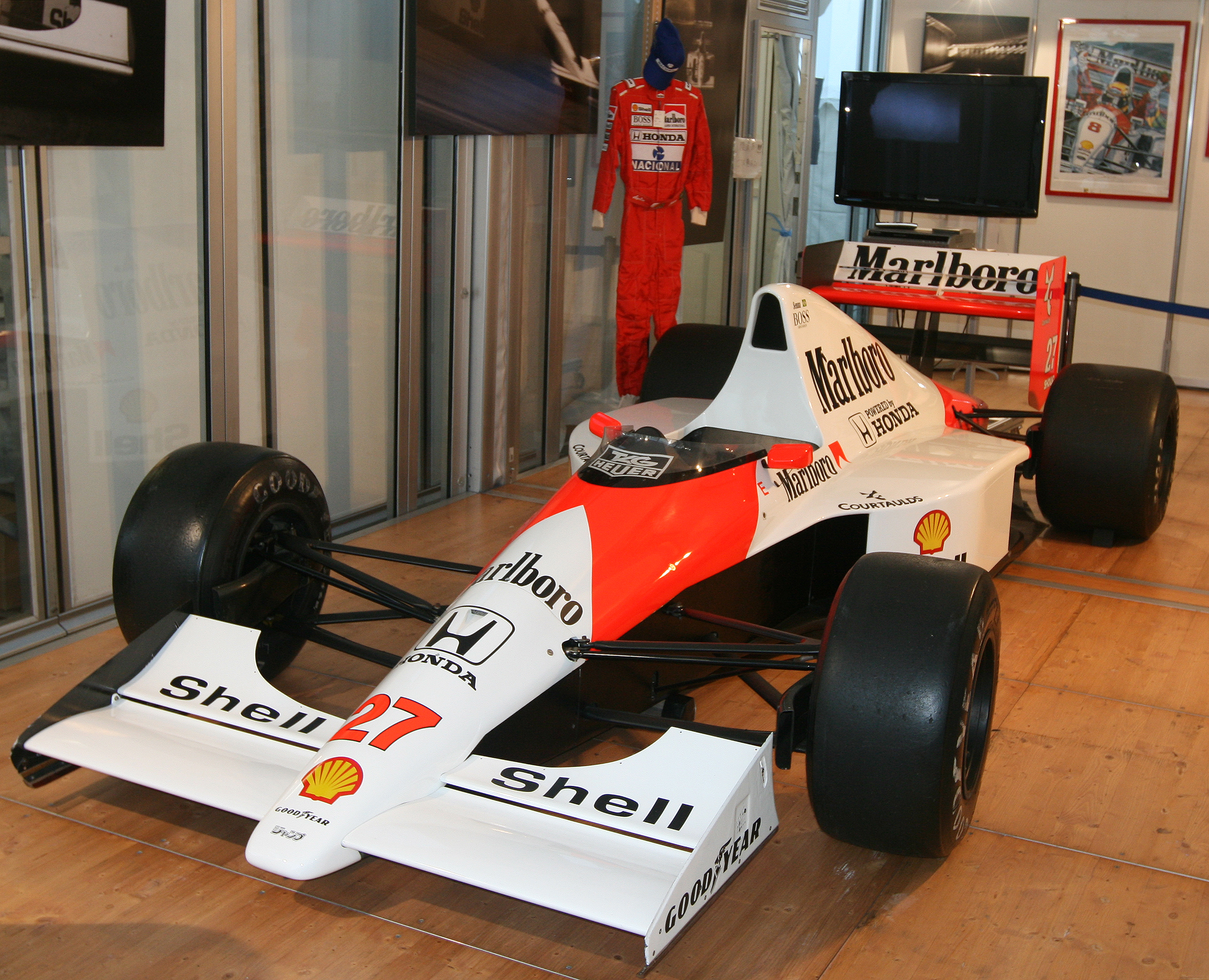
La McLaren MP4-5B

Nella stagione 1990, con la sua evoluzione MP4/5B, La McLaren tentò di riconfermare il doppio titolo iridato. Quell'anno le vetture saranno condotte sempre da Senna (27), ma non più da Prost che, dopo la vittoria nel mondiale, decise si accasarsi alla Ferrari, perciò ci fu un vero e proprio scambio di piloti con la scuderia di Maranello, e così a guidare la seconda delle McLaren fu l'austriaco Gerhard Berger (28).
Come si intuisce dalla sigla, la vettura non era altro che una MP4/5 rivista, soprattutto per i nuovi regolamenti che andavano a modificare alcuni dettagli delle vetture, come la posizione dei serbatoi nella stessa. La modifica più visibile furono le nuove prese d'aria delle pance, ora di dimensioni più ridotte, ma dalla linea più aerodinamica. Inoltre, la vettura dovette essere adattata alla stazza di Berger, molto alto, perciò anche la presa d'aria sopra la testa del pilota venne diminuita ed alzata. Particolare l'estrattore posteriore a cinque uscite, che prese il posto dell'estrattore più convenzionale adottato nella versione 1989.

### La stagione
Questa nuova vettura permise alla McLaren di riconfermarsi ai vertici di entrambe le classifiche. Il nuovo avversario era la Ferrari, che con la sua Ferrari 641 F1 era tornata competitiva ai massimi livelli, guidata da Alain Prost (1) (il quale aveva abbandonato il team di Woking proprio per l'accesa rivalità con Senna) e dall'inglese Nigel Mansell (2).
Le vetture di Ferrari e McLaren erano complessivamente a parimerito come grado di competitività, con la monoposto inglese solitamente superiore in qualifica (grazie anche al talento di Senna) e con la Rossa spesso capace poi di imporsi sulla distanza di gara: a dimostrazione del grande equilibrio fra i due team, entrambi conquistarono 6 vittorie.
 La McLaren ottenne i suoi successi tutti con Senna, che si impose nei GP di Stati Uniti, Monaco, Canada, Germania, Belgio e Italia, e a fine anno si laureò campione del mondo per la seconda volta con un bottino di 78 punti; il contributo di Berger (43 punti) fu comunque fondamentale per la conquista anche del titolo Costruttori. La squadra inglese poteva così vantare ben 6 titoli piloti e 5 titoli a squadre vinti dal 1984 al 1990.